# Kościół św. Wawrzyńca w Stačiūnai
Kościół św. Wawrzyńca w Stačiūnai – katolicki kościół w Staczunach (Litwa, okręg szawelski, rejon pokrojski).
We wsi stał dawniejszy kościół, zbudowany w 1668. Nowy kościół, drewniany, zbudowano w tym samym miejscu w 1811.
Kościół jest budowlą na planie prostokąta, trójnawową. Wysoki dach z barokową wieżyczką w przedniej części.
We wnętrzu znajduje się barokowy ołtarz główny. Sufit ozdobiony polichromią. Na wyposażeniu kościoła znajduje się kilka obrazów, w tym Św. Marek Ewangelista oraz Św. Łukasz Ewangelista przypisywane Janowi Krzysztofowi Damelowi.
Koło kościoła stoi drewniana, czworoboczna dzwonnica.

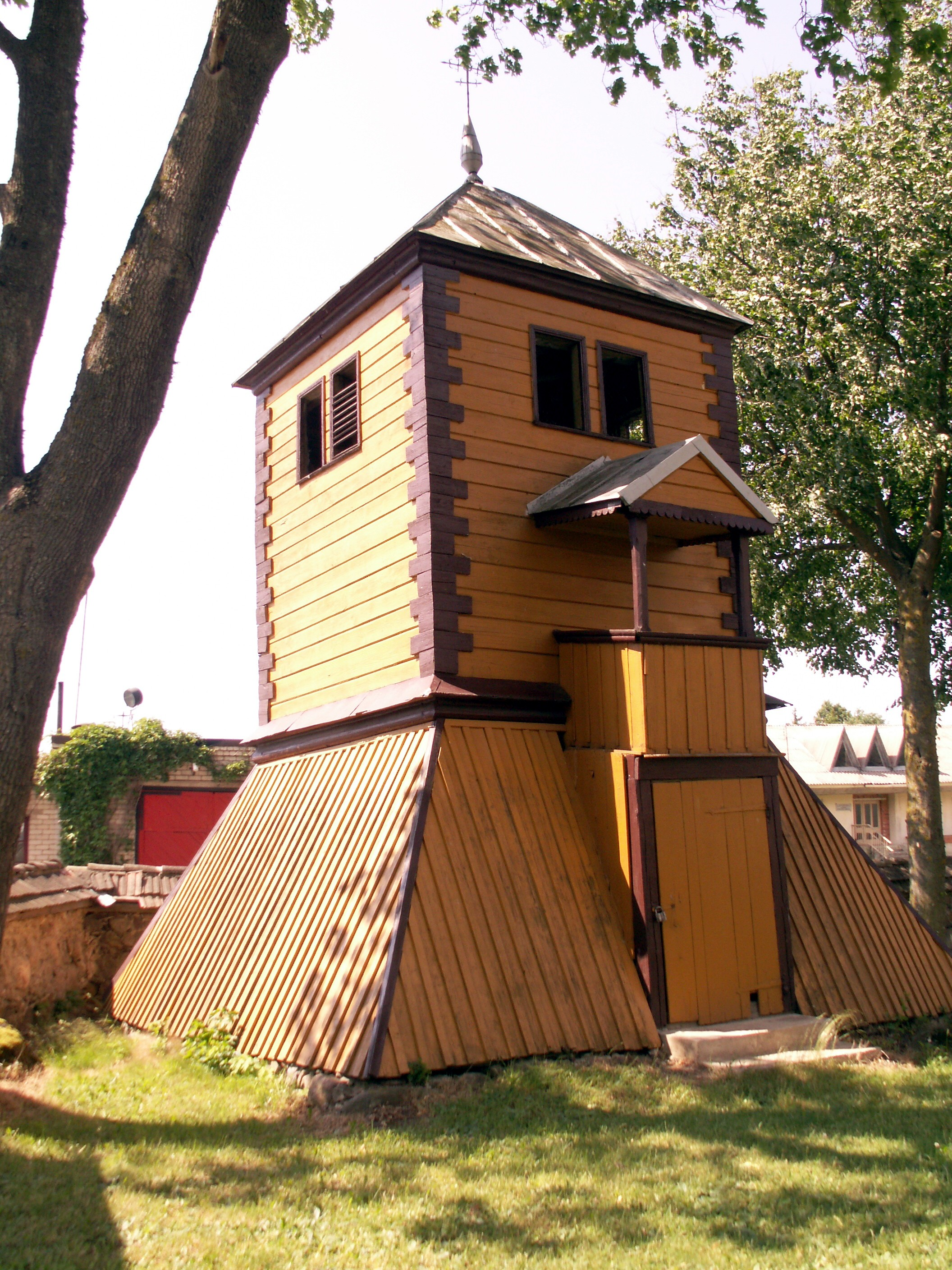
Dzwonnica w 2008